# Спортивно-розважальний комплекс «Цунамі»
Спортивно-розважальний комплекс «Цунамі» — багатофункціональний комплекс спортивного і розважального призначення в Івано-Франківську, один з найбільших в Україні. Містить аквапарк, льодову арену, готель і ресторан.
Адреса: Івано-Франківськ, вул. Довженка, 29.

## Інфраструктура
У комплексі працює близько 250 осіб.

### Льодова Арена
Відкрита 8 червня 2007 р. Розмір: 24×58 метрів, трибуна розрахована на 500 глядачів. Зводили арену фахівці з Німеччини та Чехії, встановлено обладнання виробництва Італії, Німеччини та Великої Британії. Споживає арена близько 400 кіловат електрики на годину, існує можливість автономної роботи. Є роздягальні, санвузли, пункти прокату, магазин ковзанів та професійного спорядження, курси фігурного катання, школа хокею.
Домашня арена івано-франківських хокейних клубів «Ватра» та «Цунамі».

### Аквапарк
Аквапарк із розсувним дахом, загальна площа — близько 12 тис. м² — відкрито 2 вересня 2010 року. Одночасно в аквапарку можуть знаходитися 500 людей.Тут функціонують такі басейни:
- центральний басейн;
- для серфінгу — є можливість імітації шторму і хвиль;
- для дайвінг клубу — глибиною 12,5 м, проводиться навчання з підводного плавання;
- 2 дитячі басейни у складі окремої дитячої зони, облаштованої 12-ма гірками та казковими персонажами;
- басейн на вулиці — 30-метровий басейн на 4 доріжки, з підігрівом, працює увесь рік.

У відпочинковій зоні знаходяться також джакузі, сауна, парна, масажний кабінет, фітнес-центр.

### Готель
Готель налічує 9 двокімнатних номерів: 1 номер люкс та 8 напівлюксів.

### Ресторан
Розташований на другому поверсі комплексу «Цунамі». Розрахований на 300 місць.